# 시탈로프람
시탈로프람(citalopram)은 선택적 세로토닌 재흡수 억제제(SSRI) 계열의 항우울제이다. 룬드벡의 ‘셀렉사(Celexa)’등의 상품명으로 유통된다. 우울증의 치료에 주로 사용된다.